# François Bart
Pour les articles homonymes, voir Bart.
François Bart, né le 30 décembre 1948 à Roubaix, est un géographe français spécialiste des espaces tropicaux (principalement en Afrique) et de l’agriculture. Après avoir été maître de conférences à l'Université d'Aix-Marseille II, puis professeur à l'Université Bordeaux Montaigne il dirige la revue Les cahiers d'outre-mer.

## Biographie
François Bart est agrégé de géographie (1970) et docteur d'État de géographie (1988). Sa thèse soutenue à Bordeaux porte sur La paysannerie rwandaise : étude géographique d'une haute terre tropicale densément peuplée. Professeur émérite de l'Université Bordeaux Montaigne depuis 2010, ancien président du conseil scientifique de la Maison des sciences de l'homme d'Aquitaine, François Bart est  membre de l'UMR 5115 Les Afriques dans le monde (LAM).

## Thèmes de recherche
Il a travaillé sur plusieurs thématiques dont : 
- La paysannerie et la recomposition territoriale en Afrique orientale (Tanzanie, Rwanda, Kenya). Il s'intéresse aux dynamiques humaines et physiques.
- L'aire swahili, qui regroupe les espaces où se parle le swahili (Kenya, Tanzanie, Ouganda et République démocratique du Congo)[1].
- Les questions de gestion de l’environnement.

### Mondialisation et développement
François Bart a étudié les effets de la mondialisation en Afrique. Au travers de questions et d'hypothèses, il présente plusieurs caractéristiques relatives à l'espace africain. Il pose tout d'abord les interrogations quant à l'identité même du continent : doit-on parler de l'Afrique ou des Afriques ? Il conteste le positionnement de Madagascar et des Seychelles, qui avait déjà été remis en cause par Pierre Gourou en 1970 . Ensuite viennent les distinctions propres que l'on établit selon des facteurs socioculturels : Afrique du Nord, Afrique noire, Afrique du Sud, Afrique francophone, anglophone, etc. Bart explique ainsi qu'il est difficile aujourd'hui d'appréhender ce continent comme un objet géographique dont les contours et les limites sont clairement définis.
En s'interrogeant sur la démographie de l'Afrique, il met en évidence deux ensembles, l'Afrique des pleins et l'Afrique des vides :
- Le premier comprend le littoral maghrébin, le littoral Ouest africain (du Sénégal au Nigeria), le littoral Sud-Est (de l'Afrique du Sud au Kenya) et quelques espaces de fortes concentrations (région des grands lacs, vallée du Nil, Malawi, montagne éthiopienne et mines d'Afrique australe).
- Le deuxième comprend essentiellement le désert du Sahara, le désert de Namibie et les pays d'Afrique centrale (Gabon, Congo, République centrafricaine) où est présente la forêt équatoriale.

Il met en avant une géographie des vides et des pleins en constatant que les espaces vides se comblent par la conquête des espaces agricoles et la diffusion des tissus urbains, tandis qu'en parallèle, des politiques de préservation sont mises en place pour sauvegarder des zones faiblement marquées par la présence humaine. Cela se traduit par l'instauration de réserves naturelles et de parcs nationaux. En plus de l’intérêt écologique et touristique, ces espaces sont aussi des zones de réfugiés avec des flux importants.
François Bart pose la question de l'invention de la ville africaine qui, selon lui, est « capable de s'affranchir de modèles importés inadaptés » . Les villes constituent des paysages de forts contrastes, où se mettent en place des cultures métissées. Il cite la révolution numérique que connaît le continent avec l'essor du téléphone portable et d'internet , les TIC dessinent de nouvelles configurations spatiales et de solidarités. Il travaille sur la culture et la commercialisation des produits agricoles tropicaux d'exportation (café, cacao, épices), s'interroge sur la qualité du produit et le développement des cultures avec leurs impacts environnementaux. Il se demande comment les dynamiques sociales de réseaux ancrées dans les cultures africaines, peuvent susciter des processus d'adhésion et  de participation à la mondialisation. Dans cette réflexion sont comprises les solidarités (locales ou internationales, réseaux professionnels, ludiques, etc.).

## Principales publications

### Ouvrages
- (2003), avec Annie Lenoble-Bart, Afrique des réseaux et mondialisation, 208 p., Karthala  -  (ISBN 9782845863903)
- (2003), avec Milline-Jethro Mbonile et François Devenne, Kilimandjaro - Montagne, mémoire, modernité, Espaces tropicaux n°17 : Presses universitaires de Bordeaux, 366 p.
- (2011), Natures tropicales, enjeux actuels et perspectives, Pessac : Presses universitaires de Bordeaux, 562 p.
- (Dir., 2011), L'Afrique - Continent Pluriel, CNED, SEDES, pp.255

### Chapitres
- (2007), «Café des montagnes, café des plaines», Études rurales no 180 pp. 35-48
- (2008), «Les paradoxes du littoral Swahili», EchoGéo no 7, en ligne
- (2008), «De l'île des girofliers à l'île aux épices» in L'autre Zanzibar, Karthala pp. 69-84
- (2008), «Passions tropicales» in Les tropiques des géographes, Maison des sciences de l'homme d'Aquitaine, Bordeaux pp. 161-168
- (2008), «Café et cacao, deux produits tropicaux pour nourrir le monde» in Produire pour nourrir les hommes, Sedes pp. 155-178
- (2008), «Les épices, avant-goût et goûts de la mondialisation de la nourriture des hommes» inProduire pour nourrir les hommes, Sedes pp. 179-186
- (2008), avec Bernard Calas, «Montagnes tropicales, espaces d'interface ? Exemple des montagnes d'Afrique orientale» in Les interfaces, ruptures, transitions et mutations, Presses Universitaires de Bordeaux pp. 157-168
- (2008), avec Alain Ricard et Annie Lenoble-Bart, «Expéditions missionnaires en Afrique australe et orientale au XIXe siècle» in Explorations et voyages scientifiques de l'Antiquité à nos jours, Comité des travaux historiques et scientifiques, pp. 317-339
- (2010), «Île et montagne : les jeux de l'horizontal et du vertical» in Comme un parfum d'îles, Presses de l'Université Paris-Sorbonne, pp. 479-485
- (2010), «Métropoles d'Afrique noire : croissance ou asphyxie ?» in 50 questions à la ville : comment penser et agir sur la ville, Maison des sciences de l'homme d'Aquitaine, pp. 167-171

## Distinctions
- Membre de l'Académie d'Outre-mer (élu en 2006)[5].
- Prix de l'Académie de Bordeaux pour l'ouvrage sur le Kilimandjaro[6].
- Ordre des Palmes Académiques[6].